# Coptis quinquesecta
Coptis quinquesecta är en ranunkelväxtart som beskrevs av Wen Tsai Wang. Coptis quinquesecta ingår i släktet Coptis och familjen ranunkelväxter. Inga underarter finns listade i Catalogue of Life.